# 71555 Manuecharpentier
71555 Manuecharpentier este o planetă minoră (asteroid) din Outer Main Belt⁠(d). A fost descoperită pe 27 februarie 2000 la Catalina Station⁠(d) de Catalina Sky Survey. 
Obiectul prezintă o orbită caracterizată de o semiaxă mare de 3,2283008213557 UAi, o excentricitate de 0,18831587630182, o înclinație de 2,2693823736537 ° în raport cu ecliptica.